# Campos de Júlio
Campos de Júlio este un oraș în Mato Grosso (MT), Brazilia.